# Karl Töpfer (Schriftsteller)

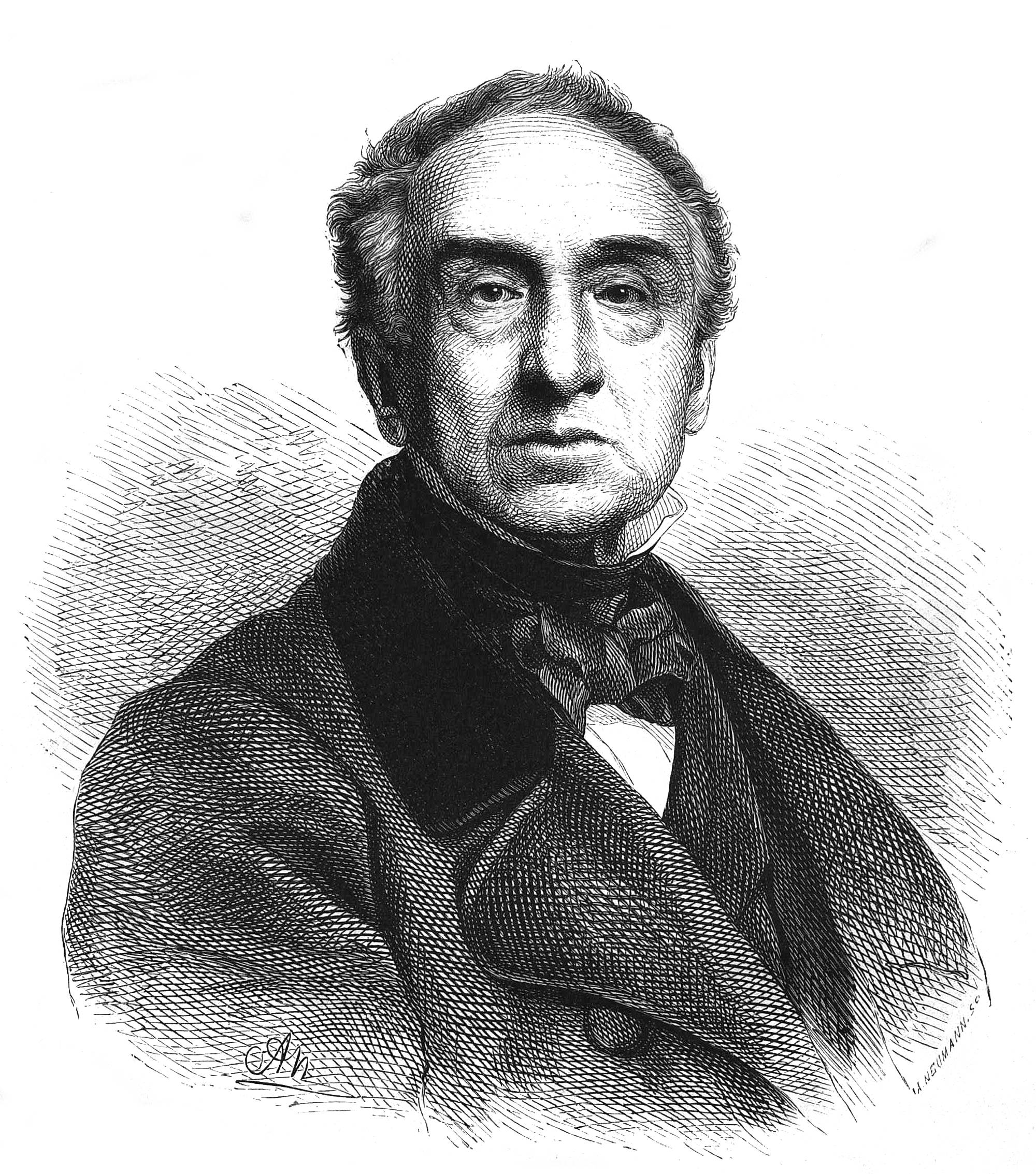
Porträt Karl Töpfers in der Gartenlaube, 1870, Heft 19

Der Nestor der deutschen Bühnendichtung im letzten Abschnitt seines Lebens

Karl Töpfer, auch Carl Töpfer oder Karl Friedrich Gustav Töpfer, (* 26. Dezember 1792 in Berlin; † 22. August 1871 in Hamburg) war ein deutscher Theaterfachmann, Schauspieler, Dramaturg, Publizist und Gitarrist.

## Leben
Der Sohn eines Archivars schloss sich nach dem Besuch des Gymnasiums einer in Mecklenburg-Strelitz herumwandernden Schauspielertruppe an, kehrte aber schon bald wieder zu seinem Vater zurück, der ihm ein Engagement am Stadttheater in Breslau verschaffte, wo Töpfer um 1810 Mitglieder der Breslauer war. Auf Empfehlung der Schauspielerin Henriette Hendel-Schütz wechselte er zum Brünner Stadttheater, von welchem er aber schon nach einem Jahr von Joseph Schreyvogel abgeworben wurde. Am 9. Mai 1816 debütierte er am Wiener Burgtheater als Herr von Bern in Karl Schalls Schauspiel Die unterbrochene Whistpartie und in der Rolle des Rittmeisters Dorl in Kotzebues Der Educationsrath.
Mit Töpfer hatte Schreyvogel nicht nur einen fähigen Darsteller und Regisseur, sondern auch einen tüchtigen Dramatiker in die Metropole der Donaumonarchie geholt. Das erste Bühnenwerk, mit dem er die Aufmerksamkeit eines breiteren Publikums für sich gewinnen konnte, war das 1820 im Hofburgtheater aufgeführte Schauspiel Hermann und Dorothea, das dem gleichnamigen Gedicht Goethes nachempfunden ist. Allgemeinen Beifall fanden auch die Lustspiele Der beste Ton und Freien nach Vorschrift, welche jahrelang auf den Theaterzetteln der renommiertesten Bühnen des deutschsprachigen Raumes zu finden waren.
Die Uraufführung von Hermann und Dorothea, der auch Kaiser Franz und seiner Gemahlin Karoline Auguste von Bayern beigewohnt hatte, war ein solcher Erfolg, dass die Kunde davon bis nach Weimar drang, wo der greise Goethe lobende Worte für den Autor fand. Aber auch eine leichte Kritik hatte der Dichterfürst anzubringen:
„Sagen sie dem Verfasser auch, dass er es mit den Abschriften zu leicht nähme; er liest sie gar nicht durch – in dem Exemplar fehlt eine ganze Zeile, wodurch der Sinn in Unsinn verkehrt wird, ich habe aber diese Zeile hineingedichtet.“
Nach diesem Debüt als Dramenverfasser zog sich Töpfer von der Bühne zurück, um sich in Göttingen literaturwissenschaftlichen Studien zu widmen. Diese konnte er mit einer Dissertation über die griechischen Tragödiendichter Aischylos, Sophokles und Euripides erfolgreich abschließen, sodass er am 7. Juni 1822 an der Georg-August-Universität zum Doktor der Philosophie promoviert wurde.
Im Februar 1824 löste er seine vertraglichen Verpflichtungen zum Burgtheater auf und ließ sich in Hamburg nieder, wo er  als Bühnendichter beliebt war und sich bis zu seinem Tod am 22. August 1871 als Schriftsteller, Verleger und Publizist betätigte. Sieben Jahre lang leitete er die Zeitschrift Thalia. Mit seinem Schwager Hans Georg Lotz gab er einen Rätsel-Allmanach und ein Journal mit dem sperrigen Titel Originalien aus dem Gebiete der Wahrheit, Kunst, Laune und Phantasie heraus, das er nach dessen Tod weiterführte. Ab 1852 veröffentlichte er das Wochenblatt Der Recensent, mit dem er dem Verfall der Schauspielkunst entgegentreten wollte.
Neben der Tätigkeit als Redakteur und Herausgeber schrieb er weiter Lustspiele, Possen und Schwänke für die Bühne – insgesamt sollen es am Ende seines Lebens 24 dramatische Werke gewesen sein, die er zu Papier brachte.
Von den epischen Arbeiten sind die Zeichnungen aus meinem Wanderleben (1823), sowie die Novellen und Erzählungen (2 Bde., 1842–44) zu erwähnen.
Verdienste hat sich Töpfer auch durch die Leitung eines dramaturgischen Instituts in Hamburg erworben.

## Musik
Töpfer tat sich auch als Gitarrenvirtuose hervor. Er trat u. a. in Wien (1816 und 1824), Breslau und Hamburg auf und gab ab 1820 verschiedene Gastspiele in Norddeutschland. Auch hinterließ er einige Kompositionen, die zumeist beim Verlag Paez (Berlin) im Jahre 1811 erschienen: Variationen op. 1 für Gitarre allein, Quodlibet op. 2 für Gitarre allein, Triangelwalzer für 2 Gitarren. Beim Verlag Förster (Breslau) veröffentlichte er außerdem 5 Lieder mit Gitarrenbegleitung op. 3.

## Würdigung
Töpfers wichtigste theatralische Arbeiten hat der Verleger Hermann Uhde 1873 als Gesammelte dramatische Werke in vier Bänden herausgegeben. Sie sind der Zeit, für die sie geschrieben wurden, entwachsen und werden heute nicht mehr gespielt. Im Burgtheater, das mehr als 600 Aufführungen erlebt hat, gelangte 1887 zum letzten Mal ein Stück von ihm zur Aufführung.
Töpfer zählte aufgrund der Geschicklichkeit und Gewandtheit in formeller Hinsicht, der Kenntnis der Bühnenerfordernisse und des feinen, raschen und leichten Dialogs, der seiner Werke auszeichnet, zu den besten deutschen Lustspieldichtern seiner Zeit, auch wenn ihm jenes Quantum an Genialität fehlte, das notwendig wäre, um ihn in den Verein der ganz Großen seine Faches aufzunehmen. Dass er sich seine Ideen oft aus Werken ausländischer Autoren holte, die er übersetzte und „in glücklicher Bearbeitung zu seinem Eigentum zu machen wusste“, war schon seinen Zeitgenossen bekannt.

## Persönliches
Töpfer war mit Friederike v. Hafften aus Bülow in Mecklenburg-Schwerin verheiratet, mit der er fast 40 Jahre in glücklicher Ehe lebte. Ein Sohn, welcher aus dieser Ehe hervorging, war Advokat in Hamburg. Er starb im selben Jahr wie sein Vater. Seine Schwester Henriette war die Gattin des Hamburger Schriftstellers Hans Georg Lotz.
Obwohl seine dramatischen Werke über seinen Tod hinaus aktuell waren und viel gespielt wurden, hinterließ Töpfer kein nennenswertes Vermögen, was damit zu erklären ist, dass der Schutz des geistigen Eigentums an einem Werk damals noch sehr schwach ausgeprägt war. Als der Norddeutsche Bund am 11. Juni 1870 erstmals ein Gesetz erließ, welches das Recht, ein dramatisches, musikalisches oder dramatisch-musikalisches Werk öffentlich aufzuführen, ausschließlich dem Urheber (ersatzweise dessen Rechtsnachfolgern) zuwies, nützte das dem Ehepaar Töpfer wenig. Zum einen waren Vorstellungen im Ausland nicht von der Schutzwirkung umfasst (ein nicht geringer Teil davon entfiel auf Österreich) und zum anderen fehlten auch die finanziellen Mittel, die notwendig gewesen wären, um die Ansprüche zumindest im eigenen Land geltend machen zu können.
Da das neue Gesetz auch Werke unter Schutz stellte, die vor seiner Erlassung abgefasst wurden, versuchte die Witwe alle Theaterdirektoren in Deutschland mit einem Schreiben dazu zu bewegen, sich mit ihr über die definitive Erwerbung der Dichtungen ihres Mannes in Einvernehmen zu setzen. Die Reaktionen darauf war verhalten. Der schwierigen finanziellen Situation der Familie Töpfer Rechnung tragend, veranstaltete das Thalia-Theater (Hamburg) deshalb am 20. Jänner 1871 eine Benefizvorstellung, deren Erlös zur Gänze dem Dichter überlassen wurde. Seit 1864 wurde Töpfer von der Schiller-Stiftung unterstützt. Als der Vorstand der Stiftung nach dem Ableben des Schriftstellers die Absicht äußerte, der Witwe diese karge Unterstützung zunächst einzuschränken und schließlich ganz zu entziehen, wurden er in der Presse scharf kritisiert. Mit dem Ableben von Friederike Töpfer am 28. März 1873 war die Stiftung ihrer Zahlungsverpflichtung endgültig enthoben.
Die letzten Jahre seines Lebens litt Töpfer an Taubheit.
Er verstarb im 79. Lebensjahr und wurde auf dem Michaelis-Kirchhof in Hamburg beigesetzt. Auf seinem Grabstein wurde die Inschrift „Ruhe für die Müden“ angebracht.